# Women in International Security

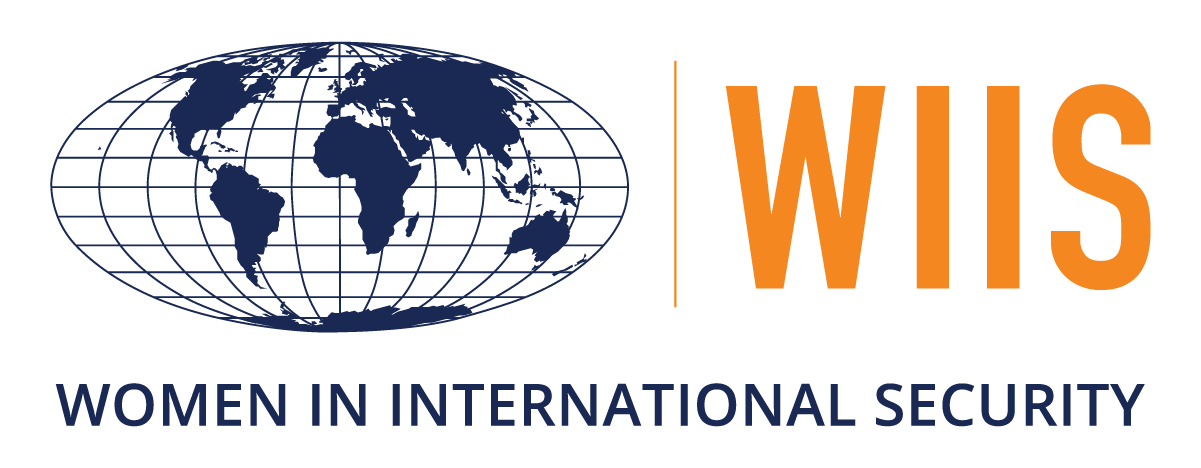
Logo von Women in International Security.

Women in International Security (abgekürzt: WIIS) ist ein Zusammenschluss von Frauen, die sich in der Außen-, Sicherheits- oder Verteidigungspolitik engagieren. Ziel ist die bessere Berücksichtigung weiblicher Interessen in diesen Bereichen sowie die Förderung und Vernetzung von Frauen, die in diesen Bereichen arbeiten. WIIS wurde 1987 in den USA gegründet, der deutsche Ableger existiert seit 2003.

## Ziele und Geschichte
Das Netzwerk WIIS „strebt eine größere Berücksichtigung weiblicher Interessen in der internationalen und nationalen Außen- und Sicherheitspolitik an“ und ist „bestrebt, Frauen in diesem Bereich gezielt zu fördern, sie sichtbarer zu machen, ihnen einen besseren Zugang zu Informationen zu verschaffen und sie besser zu vernetzen“.
Die amerikanische Mutterorganisation Women in International Security (WIIS) wurde 1987 in den USA gegründet. Die Abkürzung WIIS wird wie das englische Wort wise (weise) ausgesprochen. Gründungspräsidentin war Catherine McArdle Kelleher, zu den Gründerinnen zählte auch Madeleine Albright. 2018 hatte WIIS etwa 7.000 Mitgliedern in 42 Staaten. In 27 Ländern unterhält WIIS formale Vereinigungen, sogenannte „national chapters“. Damit ist WIIS das einzige globale Netzwerk, das weibliche Führungskräfte im Bereich Friedens- und Sicherheitspolitik fördert.
Das Netzwerk organisiert unter anderem „Jobbörsen und Konferenzen, in dem die Älteren Erfahrungen an die Jüngeren weitergeben“. Nach den US-Präsidentschaftswahlen 2008 veröffentlichte das Netzwerk eine Liste mit qualifizierten Kandidatinnen für öffentliche Ämter in der neuen US-Regierung, das sogenannte „Plum Book“.

## WIIS in Deutschland
Die deutsche Sektion von Women in International Security, der gemeinnützige Verein WIIS.de, wurde im Mai 2003 gegründet. Nach eigenen Angaben hat der Verein in Deutschland über 675 Mitglieder.
Vereinsvorsitzende von WIIS.de ist die Referentin im Bundesverteidigungsministerium Silvia Petig. Der Verein wurde von 2013 bis 2017 von der Publizistin Sylke Tempel geleitet, zu deren Namen ein Preis verliehen wird.
Jährlich veranstaltet der Verein gemeinsam mit Hanns-Seidel-Stiftung und der Bayerischen Staatskanzlei das „Women's Breakfast“, eine Seitenveranstaltung der Münchner Sicherheitskonferenz. Dort waren unter anderem bereits Hillary Clinton, Federica Mogherini, Madeleine Albright zu Gast.
Auf einer Konferenz von WIIS.de im November 2013 würdigte Generalinspekteur Volker Wieker die Rolle von Frauen in der Sicherheitspolitik. Selbst dem letzten „kalten Krieger“ leuchte mittlerweile ein, dass die Bundeswehr nicht auf die Hälfte eines Geburtsjahrganges verzichten kann. Seine persönliche Erfahrung habe ihn gelehrt, dass Frauen häufig auf gewaltsame Konflikte, deren Ursachen, Verlauf und Wege zur Befriedung „eine ganz eigene Perspektive“ entwickelten.
Der Verein erhält Zuwendungen des Presse- und Informationsamts der Bundesregierung und ist institutioneller Partner der Deutschen Gesellschaft für Auswärtige Politik. Von 2008 bis 2015 war WIIS offizieller Partner bei der Präsentation des Friedensgutachtens.

## Der WIIS.de Vorstand (von 2003 bis heute)
| Jahr | Vorstandsmitglieder |
| 2003 | - May-Britt Stumbaum, Vorsitzende - Gudrun Schattschneider, Vorsitzende - Maria Th. Hugo, Stellvertretende Vorsitzende - Dorothee Müller-Lankow, Stellvertretende Vorsitzende - Elisabeth Hauschild, Schatzmeisterin |
| 2004 | - May-Britt Stumbaum, Vorsitzende - Maria Th. Hugo, Stellvertretende Vorsitzende - Dorothee Müller-Lankow, Stellvertretende Vorsitzende - Elisabeth Hauschild, Schatzmeisterin                                       |
| 2005 | - May-Britt Stumbaum, Vorsitzende - Maria Hugo, Stellvertretende Vorsitzende - Dorothee Müller-Lankow, Stellvertretende Vorsitzende - Daphne Lucas, Schatzmeisterin                                                  |
| 2006 | - May-Britt Stumbaum, Vorsitzende - Dorothee Müller-Lankow, Stellvertretende Vorsitzende - Bettina Berg, Stellvertretende Vorsitzende - Jacqueline von Saldern, Schatzmeisterin                                      |
| 2007 | - May-Britt Stumbaum, Vorsitzende - Bettina Berg, Stellvertretende Vorsitzende - Nana Brink, Stellvertretende Vorsitzende - Jacqueline von Saldern, Schatzmeisterin                                                  |
| 2008 | - May-Britt Stumbaum, Vorsitzende - Nana Brink, Stellvertretende Vorsitzende - Nina Hildebrandt, Stellvertretende Vorsitzende - Jacqueline von Saldern, Schatzmeisterin                                              |
| 2009 | - Constanze Stelzenmüller, Vorsitzende - Nana Brink, Stellvertretende Vorsitzende - Claire Hughes, Stellvertretende Vorsitzende - Gesine Palmer, Schatzmeisterin                                                     |
| 2010 | - Constanze Stelzenmüller, Vorsitzende - Nana Brink, Stellvertretende Vorsitzende - Claire Hughes, Stellvertretende Vorsitzende - Annette Pölking, Schatzmeisterin                                                   |
| 2011 | - Constanze Stelzenmüller, Vorsitzende - Antonia Beckermann, Stellvertretende Vorsitzende - Claire Hughes, Stellvertretende Vorsitzende - Annette Pölking, Schatzmeisterin                                           |
| 2012 | - Constanze Stelzenmüller, Vorsitzende - Andrea Despot, Stellvertretende Vorsitzende - Antonia Beckermann, Stellvertretende Vorsitzende - Maria Elisabeth Rotter, Schatzmeisterin                                    |
| 2013 | - Constanze Stelzenmüller, Vorsitzende - Antonia Beckermann, Stellvertretende Vorsitzende - Andrea Despot, Stellvertretende Vorsitzende - Christina Recker, Schatzmeisterin                                          |
| 2014 | - Sylke Tempel, Vorsitzende - Julia Weigelt, Stellvertretende Vorsitzende - Silvia Petig, Stellvertretende Vorsitzende - Christina Recker, Schatzmeisterin                                                           |
| 2015 | - Sylke Tempel, Vorsitzende - Julia Weigelt, Stellvertretende Vorsitzende - Claudia Major, Stellvertretende Vorsitzende - Irene Thiede, Schatzmeisterin                                                              |
| 2016 | - Sylke Tempel, Vorsitzende - Ann-Kristin Otto, Stellvertretende Vorsitzende - Claudia Major, Stellvertretende Vorsitzende - Irene Thiede, Schatzmeisterin                                                           |
| 2017 | - Sylke Tempel, Vorsitzende - Ann-Kristin Otto, Stellvertretende Vorsitzende - Anna Kuchenbecker, Stellvertretende Vorsitzende - Irene Thiede, Schatzmeisterin                                                       |
| 2018 | - Armgard von Reden, Vorsitzende - Ann-Kristin Otto, Stellvertretende Vorsitzende - Anna Kuchenbecker, Stellvertretende Vorsitzende - Irene Thiede, Schatzmeisterin                                                  |
| 2019 | - Armgard von Reden, Vorsitzende - Anna Kuchenbecker, Stellvertretende Vorsitzende - Rachel Tausendfreund, Stellvertretende Vorsitzende - Irene Thiede, Schatzmeisterin                                              |
| 2020 | - Armgard von Reden, Vorsitzende - Anna Kuchenbecker, Stellvertretende Vorsitzende - Rachel Tausendfreund, Stellvertretende Vorsitzende - Irene Thiede, Schatzmeisterin                                              |
| 2021 | - Armgard von Reden, Vorsitzende - Rachel Tausendfreund, Stellvertretende Vorsitzende - Anna Kuchenbecker, Stellvertretende Vorsitzende - Irene Thiede, Schatzmeisterin                                              |
| 2022 | - Armgard von Reden, Vorsitzende - Nana Brink, Stellvertretende Vorsitzende - Rachel Tausendfreund, Stellvertretende Vorsitzende - Eva Majewski, Schatzmeisterin                                                     |
| 2023 | - Silvia Petig, Vorsitzende - Nana Brink, Stellvertretende Vorsitzende - Mitra Bücke-Jahromi, Stellvertretende Vorsitzende - Elisabeth Bauer, Schatzmeisterin                                                        |